# Xã Atkinson, Quận Henry, Illinois
Xã Atkinson (tiếng Anh: Atkinson Township) là một xã thuộc quận Henry, tiểu bang Illinois, Hoa Kỳ. Năm 2010, dân số của xã này là 1.274 người.